# UFC Fight Night: Lee vs. Oliveira
UFC Fight Night: Lee vs. Oliveira (también conocido como  UFC Fight Night 170 y UFC on ESPN+ 28)  fue un evento de artes marciales mixtas producido por Ultimate Fighting Championship que tuvo lugar el 14 de marzo de 2020 en el Ginásio Nilson Nelson en Brasilia, Brasil.

## Historia
Un combate de peso ligero entre Kevin Lee y Charles Oliveira encabezó el evento.
Una pelea de peso mediano entre Brad Tavares y el ganador peso pesado de The Ultimate Fighter: Brazil 3, Antônio Carlos Júnior fue programada para este evento. Sin embargo, Tavares se vio obligado a abandonar la pelea después de sufrir una lesión en el ligamento cruzado anterior. Fue reemplazado por Makhmud Muradov. A su vez, Júnior sufrió una lesión y la pelea fue cancelada.
Paige VanZant y Amanda Ribas se enfrentarían en un combate de peso paja en el evento. Sin embargo, VanZant abandonó la pelea debido a una lesión desconocida, Paige solicitó la reprogramación de la pelea para un mes más tarde pero Ribas decidió permanecer en el evento y enfrentó a Randa Markos.
Un combate de peso mosca entre Su Mudaerji y Bruno Gustavo da Silva fue programado para el evento. Sin embargo, debido a la pandemia de COVID-19 en China Mudaerji no pudo viajar al evento y finalmente fue reemplazado por el recién llegado, David Dvořák.
En el pesaje, Kevin Lee pesó 158.5 libras, 2.5 libras por encima del límite de la división de peso ligero (156 lb). Fue multado con el 20% de su pago y su combate con Oliveira se llevó a cabo en un peso acordado.

## Premios extra
Los siguientes peleadores recibieron $50,000 en bonos:
- Pelea de la Noche: Maryna Moroz vs. Mayra Bueno Silva
- Actuación de la Noche: Charles Oliveira y Gilbert Burns